# چهاربرج سفلی
چهاربرج سفلی، روستایی از توابع بخش گرمخان شهرستان بجنورد در استان خراسان شمالی ایران است.

## جمعیت
این روستا در دهستان گرمخان قرار دارد و براساس سرشماری مرکز آمار ایران در سال ۱۳۸۵، جمعیت آن ۳۶ نفر (۹خانوار) بوده‌است.

## زبان
این روستا قبل از خالی از سکنه شدن کردنشین بود و ساکنان آن به زبان کردی حرف می زدند.